# B'z The Best "ULTRA Pleasure"
『B'z The Best "ULTRA Pleasure"』（ビーズ・ザ・ベスト・ウルトラ・プレジャー）は、日本のロックユニット、B'zのベスト・アルバムである。

## 概要
B'zデビュー20周年を記念する2枚組ベスト・アルバム。B'zとしては非公式ベスト・アルバム『Flash Back -B'z Early Special Titles-』以来約11年ぶりの2枚組ベスト・アルバムとなるが、公式ベスト・アルバムとしては初となる。
本作には"2CD+DVD版"と"2CD版"が存在しており、DVDには過去のライブ映像が収録されている。また30曲のうち、「BAD COMMUNICATION」はULTRA Pleasure Styleとして、「Pleasure'91 〜人生の快楽〜」は2008年バージョンとして新録された音源で収録している。曲順は「Pleasure 2008 〜人生の快楽〜」以外はリリース順で収録されている。
本アルバム収録に伴い、ほとんどの過去の曲がリマスタリングされ、音質が向上しているものもある。
当初は“初回限定版のみにDVDが付く”と発表されていたが、通年購入できるように変更された。また、店舗によっては購入者ごとに1回くじ引きができ、ステッカーやタオル、クリアファイル等の賞品を貰うことができた。
このCDの発売を記念して、東京都渋谷区にB'zのストリートボード、フラッグ、壁面看板が期間限定で展示された。
Yahoo!動画で、「スポットライト - B'z20周年スペシャル！-」として特集が行われた。
発売時期がLIVE-GYMと重なったためか、4月に発売されたシングル『BURN -フメツノフェイス-』と同様に、CMを除くテレビ出演などプロモーション活動は行われなかった。
2008年12月9日に、ジャケットやレーベルを変更した10万枚限定のウィンターギフトパッケージが、『B'z The Best "ULTRA Treasure"』と共に再発売された。この分の売上も本体の売上に加わり、12月22日付のオリコンチャートでは15位に再浮上した。

## チャート成績・受賞歴
- 本作で通算アルバム1位獲得数を22作とし、松任谷由実の21作を抜いて歴代単独1位となった[1]。
- 7週連続でオリコン週間チャートTOP10入りを果たした。これは『B'z The Best "Pleasure"』以来約10年ぶりとなる。
- 6月19日付で出荷枚数100万枚を突破を記録し、20周年にして20作目のミリオンを獲得[9]。なお、本作がB'zのCD作品でミリオンを達成した最後の作品となっている。
- 第23回日本ゴールドディスクでザ・ベスト10アルバム（邦楽部門）を受賞[10]。
- 2024年12月31日放送のNHK『第75回NHK紅白歌合戦』にて本作に収録されている「LOVE PHANTOM」と「ultra soul」を披露、1月13日付「オリコン週間デジタルアルバムランキング」で、先週の73位から順位を上げて1位を獲得。同ランキングではB'z初の1位獲得となった[2]。

## 収録曲
| 全作詞: 稲葉浩志、全作曲: 松本孝弘。 |                                                 |           |            |                                        |      |
| #                                    | タイトル                                        | 作詞      | 作曲・編曲 | 編曲                                   | 時間 |
| 1.                                   | 「BAD COMMUNICATION -ULTRA Pleasure Style-」    | 稲葉浩志  | 松本孝弘   |                                        | 6:20 |
| 2.                                   | 「BE THERE」                                    | 稲葉浩志  | 松本孝弘   | 松本孝弘・明石昌夫                     | 4:13 |
| 3.                                   | 「Easy Come, Easy Go!」                         | 稲葉浩志  | 松本孝弘   | 松本孝弘・明石昌夫                     | 4:40 |
| 4.                                   | 「LADY NAVIGATION」                             | 稲葉浩志  | 松本孝弘   | 松本孝弘・明石昌夫                     | 4:21 |
| 5.                                   | 「ALONE」                                       | 稲葉浩志  | 松本孝弘   | 松本孝弘・明石昌夫                     | 6:00 |
| 6.                                   | 「ZERO」                                        | 稲葉浩志  | 松本孝弘   | 松本孝弘・明石昌夫                     | 4:51 |
| 7.                                   | 「いつかのメリークリスマス」                    | 稲葉浩志  | 松本孝弘   | 松本孝弘・明石昌夫                     | 5:34 |
| 8.                                   | 「愛のままにわがままに 僕は君だけを傷つけない」 | 稲葉浩志  | 松本孝弘   | 松本孝弘・明石昌夫                     | 3:56 |
| 9.                                   | 「裸足の女神」                                  | 稲葉浩志  | 松本孝弘   | 松本孝弘・明石昌夫                     | 4:24 |
| 10.                                  | 「ねがい」                                      | 稲葉浩志  | 松本孝弘   | 松本孝弘・稲葉浩志                     | 3:28 |
| 11.                                  | 「love me, I love you」                         | 稲葉浩志  | 松本孝弘   | 松本孝弘・池田大介                     | 3:20 |
| 12.                                  | 「LOVE PHANTOM」                                | 稲葉浩志  | 松本孝弘   | 松本孝弘・池田大介                     | 4:39 |
| 13.                                  | 「ミエナイチカラ 〜INVISIBLE ONE〜」            | 稲葉浩志  | 松本孝弘   | 松本孝弘・稲葉浩志・池田大介           | 4:41 |
| 14.                                  | 「Calling」                                     | 稲葉浩志  | 松本孝弘   | 松本孝弘・稲葉浩志・徳永暁人・池田大介 | 5:56 |
| 15.                                  | 「さまよえる蒼い弾丸」                          | 稲葉浩志  | 松本孝弘   | 松本孝弘・稲葉浩志                     | 4:06 |
| 合計時間:                            | 合計時間:                                       | 合計時間: | 70:29      |                                        |      |

| 全作詞: 稲葉浩志、全作曲: 松本孝弘。 |                                  |           |            |                                        |      |
| #                                    | タイトル                         | 作詞      | 作曲・編曲 | 編曲                                   | 時間 |
| 1.                                   | 「HOME」                         | 稲葉浩志  | 松本孝弘   | 松本孝弘・稲葉浩志                     | 4:20 |
| 2.                                   | 「ギリギリchop」                 | 稲葉浩志  | 松本孝弘   | 松本孝弘・稲葉浩志                     | 4:00 |
| 3.                                   | 「今夜月の見える丘に」           | 稲葉浩志  | 松本孝弘   | 松本孝弘・稲葉浩志                     | 4:11 |
| 4.                                   | 「juice」                        | 稲葉浩志  | 松本孝弘   | 松本孝弘・稲葉浩志                     | 3:58 |
| 5.                                   | 「ultra soul」                   | 稲葉浩志  | 松本孝弘   | 松本孝弘・稲葉浩志・徳永暁人           | 3:43 |
| 6.                                   | 「熱き鼓動の果て」               | 稲葉浩志  | 松本孝弘   | 松本孝弘・稲葉浩志・徳永暁人           | 4:07 |
| 7.                                   | 「IT'S SHOWTIME!!」              | 稲葉浩志  | 松本孝弘   | 松本孝弘・稲葉浩志・徳永暁人           | 4:00 |
| 8.                                   | 「BANZAI」                       | 稲葉浩志  | 松本孝弘   | 松本孝弘・稲葉浩志・池田大介           | 3:51 |
| 9.                                   | 「愛のバクダン」                 | 稲葉浩志  | 松本孝弘   | 松本孝弘・稲葉浩志・徳永暁人           | 4:24 |
| 10.                                  | 「OCEAN」                        | 稲葉浩志  | 松本孝弘   | 松本孝弘・稲葉浩志・徳永暁人・池田大介 | 5:27 |
| 11.                                  | 「衝動」                         | 稲葉浩志  | 松本孝弘   | 松本孝弘・稲葉浩志・徳永暁人           | 3:15 |
| 12.                                  | 「SPLASH!」                      | 稲葉浩志  | 松本孝弘   | 松本孝弘・稲葉浩志・徳永暁人           | 3:35 |
| 13.                                  | 「永遠の翼」                     | 稲葉浩志  | 松本孝弘   | 松本孝弘・稲葉浩志・徳永暁人           | 5:10 |
| 14.                                  | 「SUPER LOVE SONG」              | 稲葉浩志  | 松本孝弘   | 松本孝弘・稲葉浩志・徳永暁人・寺地秀行 | 4:00 |
| 15.                                  | 「Pleasure 2008 〜人生の快楽〜」 | 稲葉浩志  | 松本孝弘   |                                        | 4:46 |
| 合計時間:                            | 合計時間:                        | 合計時間: | 62:47      |                                        |      |

| #   | タイトル                                                       | 作詞 | 作曲・編曲 |
| --- | -------------------------------------------------------------- | ---- | ---------- |
| 1.  | 「愛しい人よGood Night...」(B'z LIVE-GYM Pleasure '92 “TIME”)  |      |            |
| 2.  | 「もう一度キスしたかった」(B'z LIVE-GYM '93 “RUN”)             |      |            |
| 3.  | 「おでかけしましょ」(B'z LIVE-GYM '94 “THE 9TH BLUES -Part1-”) |      |            |
| 4.  | 「love me, I love you」(B'z LIVE-GYM '96 “Spirit LOOSE”)       |      |            |
| 5.  | 「BAD COMMUNICATION」(B'z LIVE-GYM Pleasure '97 “FIREBALL”)    |      |            |
| 6.  | 「Calling」(B'z LIVE-GYM '98 “SURVIVE”)                        |      |            |
| 7.  | 「LOVE PHANTOM」(B'z LIVE-GYM Pleasure 2000 “juice”)           |      |            |
| 8.  | 「GOLD」(B'z LIVE-GYM 2001 “ELEVEN”)                           |      |            |
| 9.  | 「Don't Leave Me」(B'z LIVE-GYM 2003 “BIG MACHINE”)            |      |            |
| 10. | 「さまよえる蒼い弾丸」(B'z LIVE-GYM 2005 “CIRCLE OF ROCK”)     |      |            |

## 楽曲解説

### The First RUN
1. BAD COMMUNICATION -ULTRA Pleasure Style-
  - 1stミニ・アルバム『BAD COMMUNICATION』表題曲の新録バージョン[11]。
  - ハードロック調にアレンジされており、ギターソロのフレーズが大幅に変更されている。冒頭のセリフは原曲のものをサンプリングして使用している。原曲から一部カットされている箇所があるため、演奏時間は6分19秒とオリジナルよりも約1分短い。
2. BE THERE
  - 4thシングル。このアルバムでは最も過去の音源。
3. Easy Come, Easy Go!
  - 6thシングル。
4. LADY NAVIGATION
  - 8thシングル。
5. ALONE
  - 9thシングル。
6. ZERO
  - 11thシングル。
7. いつかのメリークリスマス
  - 4thミニ・アルバム『FRIENDS』収録曲。
8. 愛のままにわがままに 僕は君だけを傷つけない
  - 12thシングル。
9. 裸足の女神
  - 13thシングル。
10. ねがい
  - 16thシングル。
11. love me, I love you
  - 17thシングル。
12. LOVE PHANTOM
  - 18thシングル。
13. ミエナイチカラ 〜INVISIBLE ONE〜
  - 19thシングル『ミエナイチカラ 〜INVISIBLE ONE〜/MOVE』1st beat。
14. Calling
  - 22ndシングル。
15. さまよえる蒼い弾丸
  - 24thシングル。

### The Second RUN
1. HOME
  - 25thシングル。
2. ギリギリchop
  - 26thシングル。
3. 今夜月の見える丘に
  - 27thシングル。
4. juice
  - 29thシングル。
5. ultra soul
  - 31stシングル。
6. 熱き鼓動の果て
  - 33rdシングル。
7. IT'S SHOWTIME!!
  - 34thシングル。
8. BANZAI
  - 36thシングル。
9. 愛のバクダン
  - 38thシングル。
10. OCEAN
  - 39thシングル。
11. 衝動
  - 40thシングル。シングルバージョンはアルバム初収録。
12. SPLASH!
  - 42ndシングル。
13. 永遠の翼
  - 43rdシングル。
14. SUPER LOVE SONG
  - 44thシングル。このアルバムでは最も新しい音源である[注釈 2]。
15. Pleasure 2008 〜人生の快楽〜
  - 8thシングル『LADY NAVIGATION』の2nd beat「Pleasure'91 〜人生の快楽〜」の新録バージョン[11]。CDに収録されているPleasureシリーズの楽曲では3曲目にあたる[注釈 3]。
  - シンセサイザーの使用部分が大幅に変更され、ギターの音も太くなっている箇所がある。また歴代のPleasureシリーズ同様、2番の歌詞が変更されているが、この他にラストのサビの一部コーラスの歌詞も変更されている。また、プロ野球福岡ソフトバンクホークスの投手又吉克樹が登場曲として使用している。

### Premium Live DVD（2CD+DVD版のみ）
2008年時点で映像作品化されていなかったライブツアーから各ツアー1曲ずつ収録。
1. 愛しい人よGood Night... ［B'z LIVE-GYM Pleasure '92 “TIME”］ （横浜アリーナ/1992.8.20）
  - フルバージョンでの映像化は本作が初。ピアノとボーカルで始まり、2コーラス目からバンドが参加するアレンジで披露[12]。
2. もう一度キスしたかった ［B'z LIVE-GYM '93 “RUN”］ （国立代々木競技場 第一体育館/1993.6.17）
3. おでかけしましょ ［B'z LIVE-GYM '94 “THE 9TH BLUES -Part1-”］ （横浜アリーナ/1994.7.1）
  - 映像化は本作が初。
4. love me, I love you ［B'z LIVE-GYM '96 “Spirit LOOSE”］ （国立代々木競技場 第一体育館/1996.5.22）
5. BAD COMMUNICATION ［B'z LIVE-GYM Pleasure '97 “FIREBALL”］ （東京ドーム/1997.3.23）
  - 途中まで『LOOSE』に収録の「BAD COMMUNICATION (000-18)」のアレンジで演奏される[13]。
6. Calling ［B'z LIVE-GYM '98 “SURVIVE”］ （大阪城ホール/1998.6.2）
7. LOVE PHANTOM ［B'z LIVE-GYM Pleasure 2000 “juice”］ （千葉マリンスタジアム/2000.8.9）
  - 千葉地方では雷雨が発生しており、映像でも演奏の最中に落雷が確認できる。この落雷によりスタッフに怪我人が出たことから、通常のjuiceツアーでは「LOVE PHANTOM」の後7曲演奏するところ、この後MCを挟んで2曲（アンコールラストの「juice」および「ギリギリchop」）だけ演奏すると伝え、ライブを短縮し終了している[14]。
  - 2025年1月からB'zの公式YouTubeチャンネルで公開されている[15][16]。
8. GOLD ［B'z LIVE-GYM 2001 “ELEVEN”］ （西武ドーム/2001.7.15）
  - 映像化は本作が初。2013年に発売された映像作品『B'z LIVE-GYM 2001 -ELEVEN-』収録テイクでは、カメラアングルやカット割り等が変更されている。
9. Don't Leave Me ［B'z LIVE-GYM 2003 “BIG MACHINE”］ （東京ドーム/2003.12.27）
10. さまよえる蒼い弾丸 ［B'z LIVE-GYM 2005 “CIRCLE OF ROCK”］ （幕張メッセ･イベントホール/2005.7.7）
  - ホール・アリーナツアーでのみ演奏され、続くドームツアーからはセットリストから外されたため、2013年に発売された映像作品『B'z LIVE-GYM 2005 -CIRCLE OF ROCK-』(大阪ドーム公演を収録)には本曲は未収録となっている。
  - ちなみに、同ツアーで演奏され映像化されていない楽曲は「Sanctuary」のみである。

## 参加ミュージシャン
- 松本孝弘：ギター・全曲作曲・編曲
- 稲葉浩志：ボーカル・全曲作詞・編曲
- 明石昌夫：編曲・ベース・マニピュレーター
- 池田大介：編曲
- 徳永暁人（doa）：編曲・ベース
- バリー・スパークス：ベース（Disc1-#1・Disc2-#15）
- 寺沢功一：ベース
- シェーン・ガラース：ドラム（Disc1-#1・Disc2-#15）
- 青山純：ドラム
- 黒瀬蛙一：ドラム
- 田中一光：ドラム
- 山木秀夫：ドラム
- 小野塚晃（DIMENSION）：キーボード
- エイミー：ボイス（Disc1-#1）
- 勝田一樹（DIEMNSION）：サックス
- 生沢佑一：コーラス
- 大黒摩季：コーラス
- 大田紳一郎（doa）：ギター・コーラス
- 宇徳敬子：Female Voice（Disc1-#12）
- 満園庄太郎：ベース（以下、LiveDVDのみ）
- 増田隆宣：キーボード
- デニー・フォンハイザー：ドラム
- 大島康祐：キーボード